# Veulettes-sur-Mer
Veulettes-sur-Mer település Franciaországban, Seine-Maritime megyében. Lakosainak száma 280 fő (2022. január 1.). Veulettes-sur-Mer Auberville-la-Manuel, Malleville-les-Grès, Paluel és Saint-Martin-aux-Buneaux községekkel határos.

## Népesség
A település népessége az elmúlt években az alábbi módon változott:
| Lakosok száma | 303  | 284  | 285  | 275  | 273  | 271  | 275  | 277  | 280  |
|               | 2013 | 2015 | 2016 | 2017 | 2018 | 2019 | 2020 | 2021 | 2022 |